# ブダペスト応用美術館

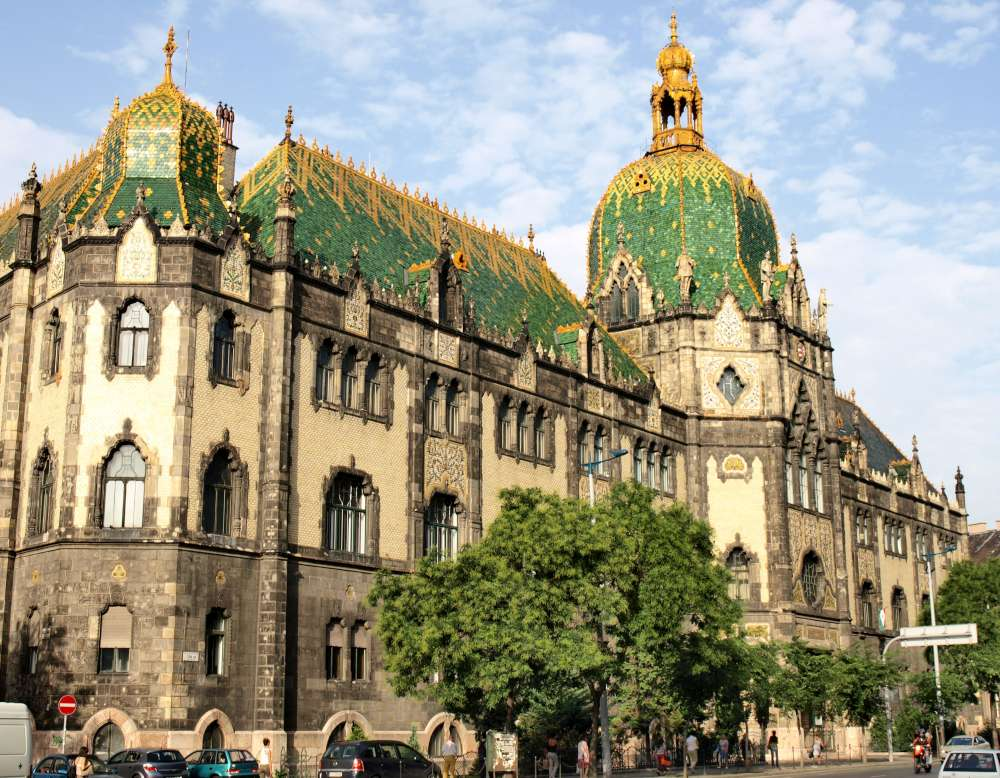
ブダペスト応用美術館

ブダペスト応用美術館（ブダペストおうようびじゅつかん、洪:Magyar Iparművészeti Múzeum）とは、ハンガリーのブダペストにある美術館である。

## 概要
建物はアール・ヌーヴォー様式で1893年から1896年にかけてレヒネル・エデンとパールトシュ・ギュラの計画に沿って作られた。この建物はレヒネルの建築様式を特徴づけ、かつ良く表現しており、ハンガリーの民族的繊維やソルナイやマヨリカ焼きを含み、更にイスラム教やヒンドゥー教のモチーフをも含む物であり、この様式を用いた別の例はヴァーロシュリゲット近郊のブダペスト地質博物館に見られる。
ブダペスト応用美術館はヨーロッパの装飾された芸術作品を集めており、家具や金属細工、織物、繊維、グラス等を主として所蔵している。加えてこの美術館は公共の自由展示もある。また、開業当初の1872年からの展示もなされており、芸術作品にこの美術館の設立と歴史が描かれている。
また、東洋芸術フェレンツ・ホップ美術館とナジテーテーニ城美術館の二つの分館を有している。

## 住所
1091 - ブダペストウレーイ通り 33-37
- 郵便番号: 1450 - Budapest - Pf. 3
- 電話: +36 (1) 456-5107;
- ファックス: +36 (1) 217-5838;
- 館長: タカーチュ・イムレ

## ギャラリー

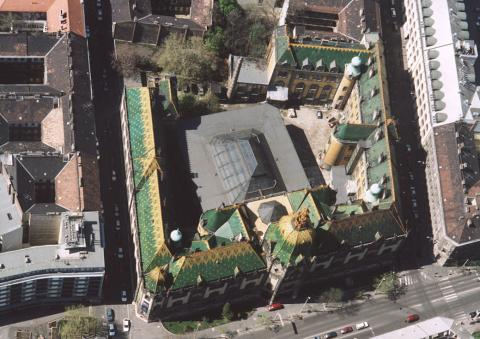
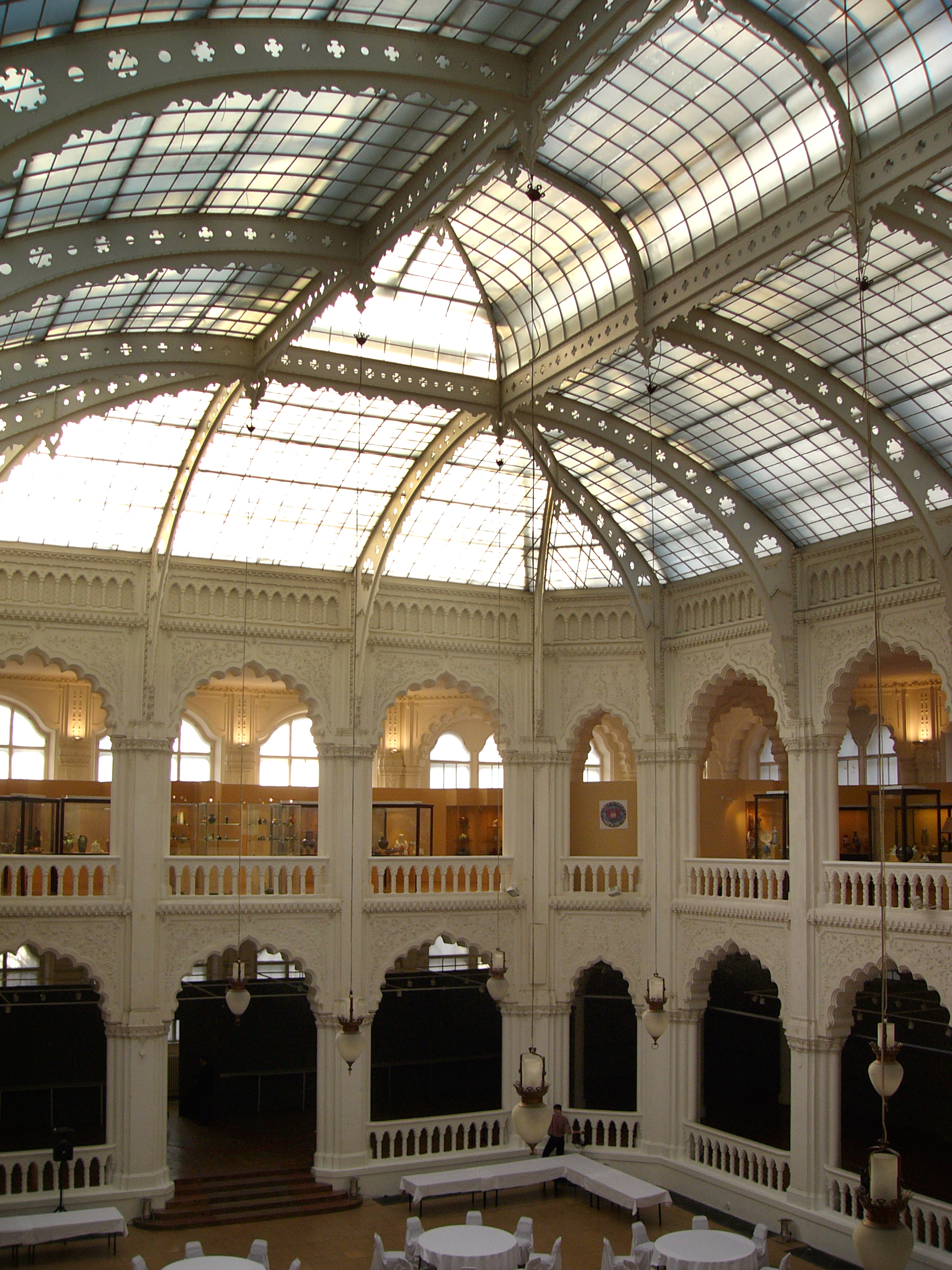
ホール（2007年撮影）